# Don Cheadle
Donald Frank Cheadle, Jr. (Kansas City, Misuri; 29 de noviembre de 1964) es un actor y productor de cine y televisión estadounidense. Ganador del Globo de Oro al mejor actor de reparto - Serie, miniserie o telefilme y dos veces ganador del Premio del Sindicato de Actores al mejor reparto. Candidato a los Premios Óscar, Emmy y BAFTA. Conocido por sus intervenciones en películas como Boogie Nights (1997), Traffic (2000), Ocean's Twelve (2004), Hotel Rwanda (2004), Crash (2004) o El vuelo (2012). 
También es conocido por interpretar al teniente coronel James «Rhodey» Rhodes en las películas del Universo cinematográfico de Marvel Iron Man 2 (2010), Iron Man 3 (2013), Avengers: Age of Ultron (2015), Capitán América: Civil War (2016), Avengers: Infinity War (2018), Avengers: Endgame (2019) y la serie The Falcon and the Winter Soldier (2021).

## Biografía
Donald Frank Cheadle nació el 29 de noviembre de 1964 en Kansas City, Misuri, Estados Unidos. Su padre era psicólogo infantil y su madre profesora. Es hermano de Cindy Cheadle y Colin Cheadle. Se mudó en numerosas ocasiones durante su infancia. Estudió en el California Institute of Arts y se graduó en la East High School en Denver, Colorado, Estados Unidos. Escribe y compone música, además de tocar el saxofón. Vive con Bridgid Coulter, con quien tiene dos hijos, Ayana e Imani, nacidos en 1995 y 1997. Se casaron en junio de 2020, tras 28 años juntos, en una ceremonia íntima, en contra de las normas por la pandemia por COVID-19.

## Carrera

### Primeras apariciones
Los primeros papeles de Don Cheadle fueron en series de televisión Fame (1986), L.A. Law (1986), Night Court (1988) o The Fresh Prince of Bel-Air (1990). Con el paso de los años siguió interviniendo brevemente en nuevas series de televisión como The Golden Palace (1992) o Hangin’ Mr. Cooper (1992) y con un personaje fijo durante 38 episodios en Picket Fences (1993-1995). En 1995 interpretó a Mouse Alexander en el filme Devil in a Blue Dress, protagonizado por Denzel Washington. Le supuso ser candidato a los Premios del Sindicato de Actores como mejor actor de reparto. El crítico Luis Martínez dijo: "soberbio trabajo interpretativo, atención al ratón Don Cheadle."
En los años posteriores intervino en producciones como Volcano (1997) en la que un volcán entraba en erupción en la ciudad de Los Ángeles, en la que compartió protagonismo con Tommy Lee Jones. También en 1997 interpretó a Buck Swope en Boogie Nights, que retrataba el auge del cine porno en la década de los 70. Fue candidato nuevamente a los SAG, en la categoría de mejor reparto. Trabajó a las órdenes de Steven Soderbergh en Out of Sight (1998), protagonizada por George Clooney y Jennifer Lopez. Ganó el Globo de Oro al Mejor actor de reparto - serie, miniserie o telefilme y fue candidato al Emmy en la categoría de mejor actor secundario en miniserie o telefilme por su labor en el telefilme El clan sinatra (1998), dirigido por Rob Cohen, dando vida a Sammy Davis, Jr.. En el año 2000 estrenó tres producciones, el drama Family Man, junto a Nicolas Cage, la cinta de ciencia ficción Misión a Marte, con Tim Robbins, y un nuevo trabajo con Steven Soderbergh titulado Traffic, en el que dio vida a Montel Gordon. Ganó el Premio del Sindicato de Actores al mejor reparto.
Después llegarían Swordfish (2001) donde formó parte de un reparto que incluía a John Travolta, Hugh Jackman y Halle Berry. Realizó un cameo sin acreditar en Ocean's Eleven (2001) y protagonizó The United States of Leland (2003), donde también aparecían Ryan Gosling y Kevin Spacey. Por otro lado participó en cuatro capítulos de la serie ER durante 2002 interpretando a Paul Nathan. Por este papel, fue candidato al Emmy como mejor actor invitado en una serie dramática.

### Candidatura al Óscar

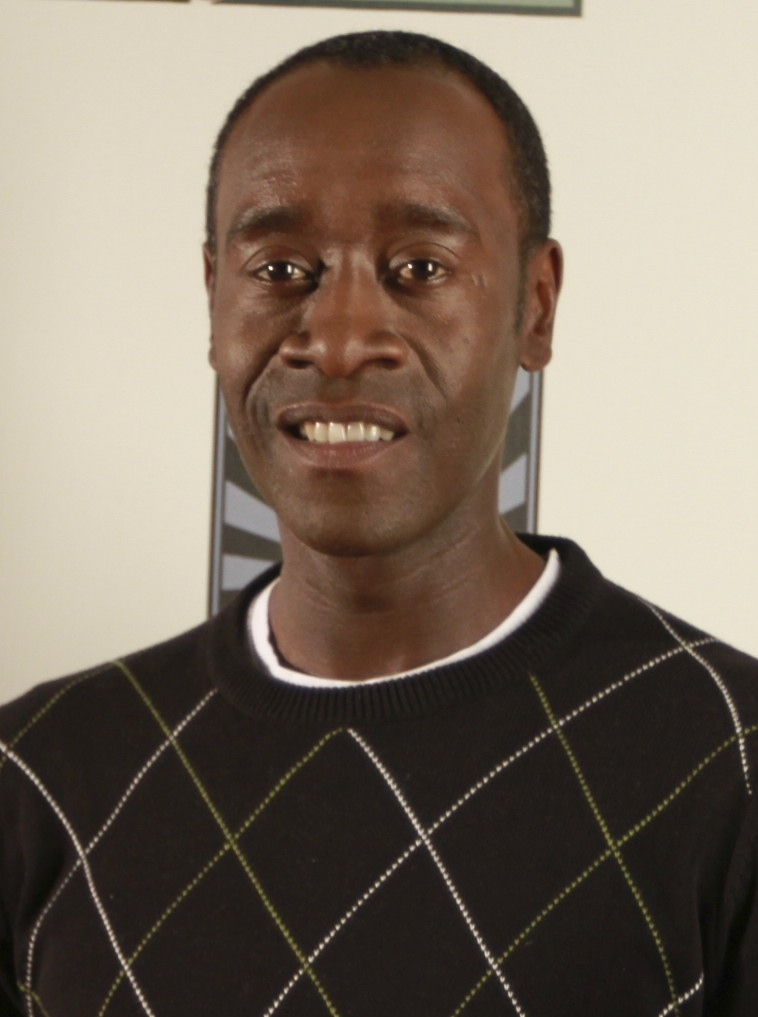
Don Cheadle en 2011.

En 2004 Cheadle recibió su primera candidatura al Óscar al mejor actor por su interpretación de Paul Rusesabagina en Hotel Rwanda (2004). También fue candidato al Globo de Oro al mejor actor de drama y al Premio del Sindicato de Actores como mejor actor, por dicha actuación. Thomas Delapa dijo: "por favor, reserven una candidatura al Óscar para Don Cheadle por su excelente interpretación de cuatro estrellas en Hotel Rwanda". También fue candidato ese mismo año como BAFTA al mejor actor de reparto, mejor actor de reparto y ganó en la categoría de mejor reparto por el drama Crash (2004). Roger Ebert dijo: "el reparto es uniformemente potente". En esta última formó parte del reparto coral que incluía nombres como Sandra Bullock, Brendan Fraser o Matt Dillon. El filme estaba escrito y dirigido por Paul Haggis y ganó el Óscar a la mejor película, al mejor montaje y al mejor guion original. También formó parte del equipo de producción de la misma.
Posteriormente volvió a aparecer en Ocean's Twelve (2004) y Ocean's Thirteen (2007). Protagonizó junto a Pierce Brosnan y Salma Hayek After the Sunset (2004), y repitió en las tareas de producción con el drama, Traitor (2008), de la que la crítico cinematográfico Sandra Hall dijo: "Cheadle puede hacer bien cualquier cosa, y en esta película, vuelve a demostrarlo". Encabezó el reparto de la cinta familiar Hotel para perros (2009), y trabajó en Brooklyn's Finest (2009) junto a Richard Gere y Ethan Hawke.

### Marvel
En 2010 sustituyó a Terrence Howard en Iron Man 2, convirtiéndose en la cinta más taquillera de su carrera en Estados Unidos, con 312 millones de dólares.
Desde entonces interpretó al personaje James «Rhodey» Rhodes, participando en varias cintas del Universo cinematográfico de Marvel como Iron Man 3 (2013), Avengers: Age of Ultron (2015), Capitán América: Civil War (2016), Avengers: Infinity War (2018), Avengers: Endgame (2019) y apareciendo en la miniserie televisiva, The Falcon and the Winter Soldier en 2021.
En 2022 se comienza a rodar la miniserie Armor Wars con Cheadle como protagonista.

## Filmografía

### Películas
| Año  | Título                                  | Papel                          | Notas                                                  | Ref.   |
| ---- | --------------------------------------- | ------------------------------ | ------------------------------------------------------ | ------ |
| 1984 | 3 Days                                  | Angel                          |                                                        |        |
| 1985 | Moving Violations                       | Juicy Burgers Worker           |                                                        |        |
| 1987 | Hamburger Hill                          | Pvt. Washburn                  |                                                        |        |
| 1988 | Colors                                  | Rocket                         |                                                        |        |
| 1992 | Roadside Prophets                       | Manager de Happy Days          |                                                        |        |
| 1993 | The Meteor Man                          | Goldilocks                     |                                                        |        |
| 1995 | Things to Do in Denver When You're Dead | Rooster                        |                                                        |        |
| 1995 | Devil in a Blue Dress                   | Mouse Alexander                |                                                        |        |
| 1997 | Volcano                                 | Emmit Reese                    |                                                        |        |
| 1997 | Rosewood                                | Sylvester Carrier              |                                                        |        |
| 1997 | Boogie Nights                           | Buck Swope                     |                                                        |        |
| 1998 | Out of Sight                            | Maurice Miller                 |                                                        |        |
| 1998 | Bulworth                                | L.D.                           |                                                        |        |
| 2000 | Traffic                                 | Montel Gordon                  |                                                        |        |
| 2000 | Misión a Marte                          | Luke Graham                    |                                                        |        |
| 2000 | The Family Man                          | Cash                           |                                                        |        |
| 2001 | Rush Hour 2                             | Kenny                          | Cameo no acreditado                                    |        |
| 2001 | Things Behind the Sun                   | Chuck                          |                                                        |        |
| 2001 | Manic                                   | Dr. David Monroe               |                                                        |        |
| 2001 | Swordfish                               | Agente J.T. Roberts            |                                                        |        |
| 2001 | Ocean's Eleven                          | Basher Tarr                    |                                                        |        |
| 2002 | Ticker                                  | Pasajero                       | Segmento de la serie de cortometrajes de BMW, The Hire |        |
| 2003 | Abby Singer                             | Él mismo                       |                                                        |        |
| 2003 | The United States of Leland             | Pearl Madison                  |                                                        |        |
| 2004 | Ocean's Twelve                          | Basher Tarr                    |                                                        |        |
| 2004 | After the Sunset                        | Henri Mooré                    |                                                        |        |
| 2004 | The Assassination of Richard Nixon      | Bonny Simmons                  |                                                        |        |
| 2004 | Hotel Rwanda                            | Paul Rusesabagina              |                                                        |        |
| 2004 | Crash                                   | Det. Graham Waters             | También productor                                      |        |
| 2006 | The Dog Problem                         | Dr. Nourmand                   |                                                        |        |
| 2006 | King Leopold's Ghost                    | Narrador                       |                                                        |        |
| 2007 | Reign Over Me                           | Alan Johnson                   |                                                        |        |
| 2007 | Talk to Me                              | Petey Greene                   | También productor ejecutivo                            |        |
| 2007 | Ocean's Thirteen                        | Basher Tarr                    |                                                        |        |
| 2007 | Darfur Now                              | Él mismo                       | También productor                                      |        |
| 2008 | Traitor                                 | Samir Horn                     | También productor                                      |        |
| 2009 | Hotel for Dogs                          | Bernie                         |                                                        |        |
| 2009 | The People Speak                        | Él mismo                       | Documental                                             |        |
| 2010 | Brooklyn's Finest                       | Clarence 'Tango' Butler        |                                                        |        |
| 2010 | Iron Man 2                              | James Rhodes / War Machine     |                                                        |        |
| 2011 | The Guard                               | Agente del FBI Wendell Everett |                                                        |        |
| 2012 | Flight                                  | Hugh Lang                      |                                                        |        |
| 2013 | Iron Man 3                              | James Rhodes / Iron Patriot    |                                                        |        |
| 2014 | St. Vincent                             |                                | También productor ejecutivo                            |        |
| 2015 | Avengers: Age of Ultron                 | James Rhodes / War Machine     |                                                        |        |
| 2015 | Miles Ahead                             | Miles Davis                    | También director, escritor y productor                 |        |
| 2016 | Kevin Hart: What Now?                   | Él mismo                       |                                                        |        |
| 2016 | Capitán América: Civil War              | James Rhodes / War Machine     |                                                        |        |
| 2018 | Avengers: Infinity War                  | James Rhodes / War Machine     |                                                        |        |
| 2019 | Captain Marvel                          | James Rhodes / War Machine     | No acreditado; cameo en la escena poscréditos          | [ 23 ] |
| 2019 | Avengers: Endgame                       | James Rhodes / War Machine     |                                                        |        |
| 2021 | Space Jam: A New Legacy                 | Al-G Rhythm                    |                                                        | [ 24 ] |
| 2022 | White Noise                             | Murray                         |                                                        | [ 25 ] |
| 2024 | Unstoppable                             | Sean Charles                   |                                                        |        |
| 2026 | Avengers: Doomsday                      | James Rhodes / War Machine     | Desarrollo                                             |        |
| 2027 | Avengers: Secret Wars                   | James Rhodes / War Machine     | Posproducción                                          |        |
| TBA  | Prince of Darkness                      | Jeremiah Hamilton              | También productor; posproducción                       | [ 26 ] |
| TBA  | With/In                                 |                                | Posproducción                                          | [ 27 ] |
| TBA  | Sin movimientos bruscos                 | Curt Goynes                    |                                                        | [ 28 ] |
| TBA  | Armor Wars                              | James Rhodes / War Machine     |                                                        | [ 22 ] |

### Televisión
| Año           | Título                                           | Papel                              | Notas                                               | Ref.   |
| ------------- | ------------------------------------------------ | ---------------------------------- | --------------------------------------------------- | ------ |
| 1986          | Fame                                             | Henry Lee                          | 2 episodios                                         |        |
| 1986          | L.A. Law                                         | Julian Tatoon                      | Episodio: "Gibbon Take"                             |        |
| 1986          | Sidekicks                                        | Cholo                              | Episodio: "The Last Electric Knight"                |        |
| 1987          | Hill Street Blues                                | Darius Milton                      | Episodio: "Days of Swine and Roses"                 |        |
| 1987          | The Bronx Zoo                                    | Carver                             | Episodio: "Small Victories"                         |        |
| 1988          | Night Court                                      | Jack                               | Episodio: "Jung and the Restless"                   |        |
| 1988          | Hooperman                                        | Él mismo                           | Episodio: "High Noon"                               |        |
| 1989          | Booker                                           | Él mismo                           | Episodio: "The Pump"                                |        |
| 1990          | China Beach                                      | Angel                              | Episodio: "Warriors"                                |        |
| 1990          | The Fresh Prince of Bel-Air                      | Ice Tray                           | Episodio: "Homeboy, Sweet Homeboy"                  |        |
| 1992–1993     | Hangin' with Mr. Cooper                          | Bennie                             | 2 episodios                                         |        |
| 1992–1993     | The Golden Palace                                | Roland Wilson                      | 24 episodios                                        |        |
| 1993          | Lush Life                                        | Jack                               | Película de televisión                              |        |
| 1993–1995     | Picket Fences                                    | Fiscal de distrito, John Littleton | 38 episodios                                        |        |
| 1996          | Rebound: The Legend of Earl "The Goat" Manigault | Earl "The Goat" Manigault          | Película de televisión                              |        |
| 1998          | The Rat Pack                                     | Sammy Davis Jr.                    | Película de televisión                              |        |
| 1999          | A Lesson Before Dying                            | Grant Wiggins                      | Película de televisión                              |        |
| 2000          | The Simpsons                                     | Brother Faith (voice)              | Episodio: "Faith Off"                               |        |
| 2000          | Fail Safe                                        | Tentiente Jimmy Pierce             | Película de televisión                              |        |
| 2002          | The Bernie Mac Show                              | Primo D                            | 2 episodios                                         |        |
| 2002          | ER                                               | Paul Nathan                        | 4 episodios                                         |        |
| 2003          | MADtv                                            | Perry                              | Episodio #9.3                                       |        |
| 2010          | Drunk History                                    | Frederick Douglass                 | Serie web, episodio 5                               |        |
| 2012–2016     | House of Lies                                    | Marty Kaan                         | Papel principal; 58 episodios                       |        |
| 2012          | 30 Rock                                          | Él mismo                           | Episodio: "Unwindulax"                              |        |
| 2014, 2016    | Years of Living Dangerously                      | Él mismo                           | Episodio: "Dry Season"                              |        |
| 2014–presente | Thursday Night Football                          | Narrador                           | Intro only                                          |        |
| 2017          | Lip Sync Battle                                  | Él mismo                           | Episodio: "Don Cheadle vs. Wanda Sykes"             |        |
| 2018–2020     | Patoaventuras                                    | Pato Donald (voz artificial)       | 2 episodios                                         |        |
| 2019–2021     | Black Monday                                     | Maurice Monroe                     | Papel principal                                     |        |
| 2019          | Saturday Night Live                              | Él mismo / Presentador             | Episodio: "Don Cheadle/Gary Clark Jr."              |        |
| 2020          | Don’t Look Deeper                                | Martin                             | 14 episodios                                        |        |
| 2021          | The Falcon and the Winter Soldier                | James Rhodes / War Machine         | 1 episodio (cameo)                                  | [ 21 ] |
| 2021          | What If...?                                      | James Rhodes / War Machine (voz)   | Episodio: What If... Killmonger Rescued Tony Stark? | [ 29 ] |
| 2021–2023     | The Wonder Years                                 | Dean Williams (voz)                | Narrador                                            | [ 30 ] |
| 2022          | The Boys Presenta: Diabolical                    | Príncipe nubio (voz)               | Episodio: "Nubian Vs. Nubian"                       | [ 31 ] |
| 2023          | Agente Elvis                                     | The Commander (voz)                | 10 episodios                                        |        |
| 2023          | Secret Invasion                                  | James Rhodes Skrull / James Rhodes | Miniseries, reparto principal                       | [ 32 ] |

## Premios
Óscar
| Año  | Categoría   | Película     | Resultado |
| ---- | ----------- | ------------ | --------- |
| 2005 | Mejor actor | Hotel Rwanda | Nominado  |

Globos de Oro
| Año  | Categoría                                              | Película      | Resultado |
| ---- | ------------------------------------------------------ | ------------- | --------- |
| 2021 | Mejor actor - Comedia o musical                        | Black Monday  | Nominado  |
| 2015 | Mejor actor - Comedia o musical                        | House of Lies | Nominado  |
| 2014 | Mejor actor - Comedia o musical                        | House of Lies | Nominado  |
| 2013 | Mejor actor - Comedia o musical                        | House of Lies | Ganador   |
| 2005 | Mejor actor - Drama                                    | Hotel Rwanda  | Nominado  |
| 1999 | Mejor actor de reparto de serie, miniserie o telefilme | The Rat Pack  | Ganador   |

Premios Grammy
| Año  | Categoría                                                                        | Película                                                   | Resultado |
| ---- | -------------------------------------------------------------------------------- | ---------------------------------------------------------- | --------- |
| 2021 | Mejor álbum hablado                                                              | Carry On: Reflections for a New Generation from John Lewis | Pendiente |
| 2016 | Mejor recopilación de banda sonora para película, televisión u otro medio visual | Miles Ahead                                                | Ganador   |
| 2003 | Mejor álbum hablado                                                              | Fear Itself (Walter Mosley)                                | Nominado  |

Premios BAFTA
| Año  | Categoría              | Película | Resultado |
| ---- | ---------------------- | -------- | --------- |
| 2006 | Mejor actor de reparto | Crash    | Nominado  |

Premios del Sindicato de Actores
| Año  | Categoría                                        | Película              | Resultado |
| ---- | ------------------------------------------------ | --------------------- | --------- |
| 2014 | Mejor actor de televisión - Comedia              | House of Lies         | Nominado  |
| 2006 | Mejor reparto                                    | Crash                 | Ganador   |
| 2006 | Mejor actor de reparto                           | Crash                 | Nominado  |
| 2005 | Mejor actor                                      | Hotel Rwanda          | Nominado  |
| 2005 | Mejor reparto                                    | Hotel Rwanda          | Nominado  |
| 2000 | Mejor reparto                                    | Traffic               | Ganador   |
| 1998 | Mejor reparto                                    | Boogie Nights         | Nominado  |
| 1996 | Mejor actor de reparto                           | Devil in a Blue Dress | Nominado  |
| 1996 | Mejor reparto en una serie de televisión - Drama | Picket Fences         | Nominado  |
| 1995 | Mejor reparto en una serie de televisión - Drama | Picket Fences         | Nominado  |

Premios Emmy
| Año  | Categoría                                      | Película                          | Resultado |
| ---- | ---------------------------------------------- | --------------------------------- | --------- |
| 2021 | Mejor actor invitado - Serie dramática         | The Falcon and the Winter Soldier | Nominado  |
| 2020 | Mejor actor - Serie de comedia                 | Black Monday                      | Nominado  |
| 2019 | Mejor actor - Serie de comedia                 | Black Monday                      | Nominado  |
| 2015 | Mejor actor - Serie de comedia                 | House of Lies                     | Nominado  |
| 2014 | Mejor actor - Serie de comedia                 | House of Lies                     | Nominado  |
| 2013 | Mejor actor - Serie de comedia                 | House of Lies                     | Nominado  |
| 2012 | Mejor actor - Serie de comedia                 | House of Lies                     | Nominado  |
| 2003 | Mejor actor invitado - Serie dramática         | ER                                | Nominado  |
| 2002 | Mejor actor de reparto - Miniserie o telefilme | Things Behind the Sun             | Nominado  |
| 1999 | Mejor actor - Miniserie o telefilme            | A Lesson Before Dying             | Nominado  |
| 1999 | Mejor actor de reparto - Miniserie o telefilme | The Rat Pack                      | Nominado  |